# Knut Alvsson (Tre Rosor)

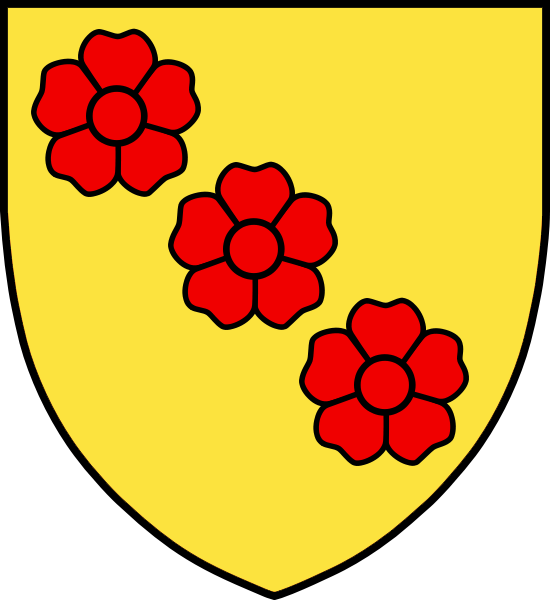
Ätten Tre Rosors vapensköld

Knut Alvsson (ibland stavat Alfsson) född 1455, död 18 augusti 1502, var en norsk (med svenska rötter) adelsman och politiker under Kalmarunionen.

## Familj
Knut Alvsson var son till det norska riksrådet Alv Knutsson (med rötter i den svenska adelssläkt som senare kom att kallas Tre Rosor) och hans fru Magnhild Oddsdotter, och satt som lendman i den centrala delen av Sør-Norge, med arvsrätt till Giske- och Sudreim-godsen. Han var Norges största godsägare under sin tid. Mellan åren 1497 och 1498 satt han som hövitsman på Akershus fästning. Han ärvde också gods och egendom på Romerike efter sin bror Odd Alvsson.
Gift 1) med Görvel Eriksdotter (Gyllenstierna) (i vissa skrifter omnämnd som Gyrild) 2) med Mette Ivarsdotter (Dyre)
Barn:
1. Karl Knutsson (Tre Rosor), var i dansk tjänst när han blev skjuten hjäl under Stockholms belägring 1520.
2. Erik Knutsson (Tre Rosor), hövitsman på Kalmar slott. Avrättad i Stockholms blodbad 8 nov. 1520. Var gift med Margareta Eriksdotter (Vasa)
3. Bodil (Botilda) Knutsdotter, gift med Fader Nilsson (Sparre), till Hjulsta, fick dottern Görvel Fadersdotter (Sparre)

## Yngre dagar
I sina yngre år vistades Knut mycket i Sverige. Han tog bland annat del i Sten Stures strid mot Ivar Axelsson (Tott) 1487. Efter fadern Alv Knutssons död blev han ägare till gården Giske med flera gods i skilda delar av Norge.
År 1497 efterträdde han även sin bror Odd Alvsson som hövitsman på Akershus fästning. Han deltog även i belägringen av Älvsborg. Han var nu en av de mäktigaste männen i Norge. Främst utmanades han av hövitsmannen på Bohus fästning Henrik Krummedike. Mellan dessa båda män rådde dessutom ett nedärvt hat. Henrik Krummedike lyckades få kung Hans i Danmark misstänksam mot Knut Alvsson så att denne tog ifrån honom flera slottslän.

## Rättssaken i Kungahälla
Då fogden Lasse Skjold blev dräpt hösten 1497, var det Knut som hölls som ansvarig för fogden, eftersom han enligt praxis var fogdens arbetsgivare. Knut Alvsson mottog ett öppet brev om händelsen, där det stod att allmogen i Nes och Ullensaker stod gemensamt bakom gärningen. Gärningsman uppges ha varit Engelbrekt Gunnarson. Orsaken uppgavs vara fogdens hänsynslösa framfart. Herr Knut dryftade saken med riksråden, och bad därefter allmogen sända begäran om nåd för dem som hade med dråpet att göra. Han gjorde med andra ord vad han kunde för att avvärja ett bondeuppror. I den situation som uppstod, bad Knut Alvsson också om hjälp från Henrik Krummedike, som han annars var oenig med. Det framkommer av samtida källor att Knut var orolig över situationen. Bönderna valde att kalla till ting i Aker för att lägga fram sin sak, som rörde sig om klagomål över en orimlig fogde, och försvar för det som de menade var ett rättfärdigt dråp.
Den norske historikern Lars Hamre berättar att tingsmötet inte uppnådde särskilt mycket. Bönderna var tveksamma, och valde att hellre vika än att utmana. Allmogen bad herr Knut om att döma dem under Norges lag, och Knut bekräftade detta i sin egenskap av kung Hans utsände. 
I december 1498 mötte Knut Alvsson upp i Kungahälla för att vittna i rättssaken efter dråpet på Lasse Skjold. Här hade man instämt lagmän från Oslo, Tunsberg, Skien och Vika. Rättsförhandlingen avhölls i närvaro av riksrådet. Knut Alvsson deltog själv som anklagande i saken. Allmogen i Aker representerades av nio man. På anklagelsen om uppvigling och dråp på ämbetsman svarade de att detta hade de varit nödda till. Lagmännen dömde de nio till att betala mannabot och fredsköp till kungs och eftermålsman, det vill säga Knut Alvsson. Det blev i övrigt krävt att de som hade uppmanat till bonderesning skulle lysas fredlösa för att ha förbrutit sig mot god och fred, efter Magnus Lagaböters landslag. Henrik Krummedike fick i uppdrag att sörja för att domen blev genomförd, och tre av bönderna blev halshuggna, i avskräckande syfte.
Konflikten avslöjade ett stort avstånd mellan gammalnorsk rättspraxis och utövande av makt från danska adelsmän och fogdar. Som resultat av konflikten blev Knut Alvsson fråndömd ställningen som hövitsman, vilket ledde till att han flyttade till Sverige, där han uppehöll sig i två år och såg efter gods och egendomar han innehade där. Han hade troligen förlorat kungens tillit. I Norge var det Henrik Krummedike som hade fått ämbetet efter Knut Alvsson. Medan Knut var i Sverige, arbetade han nära samman med Sten Sture den äldre och Svante Nilsson (Sture), och vittnade i rättssaken där. Knut och Svante Nilsson hade känt varandra länge, och hjälpt varandra förr. Förhållandet till kung Hans förblev ansträngt, och kungen bad Henrik Krummedike om att övervaka Knut Alvsson. Han var uppmärksam på att det kom klagomål från folket, och misstänkte herr Knut för att söka stöd hos bönderna mot kungens vilja. Nu blev det tydligt att Knut Alvsson försökte att utnyttja missnöjet hos bönderna till sin egen fördel.

## Folkupproret 1501
Knut kom tillbaka till Norge år 1500, och han ville nu markera sin släktskap med kung Håkon Magnusson genom att ge sitt gods i Hallingdal till Mariakyrkan i Oslo, för en ettårsperiod. Här låg kung Håkon begravd, men också flera av Knuts förfäder. Detta markerade början på det öppna upproret mot kung Hans i Danmark. Samtidigt agiterade Svante Nilsson för uppror i Sverige tillsammans med Sten Sture. Knut reste tillbaka till Sverige 1501, och anklagade den danska förvaltningen inför Sten Sture på herredagen i Stockholm. Han anförde att han inte fick "njuta lag och rätt i Norge" samt fordrade alla danska ämbetsmäns fördrivande ur Norge. Det är inte osannolikt att de gjorde gemensam sak mot danskkonungen. Samtidiga dokument pekar i riktning mot att Knut Alvsson, i egenskap av Norges största godsägare, gjorde sin sak till en nationalsak. Han var en av de sju herrar, som kort därefter slöt ett förbund mot kung Hans, och deltog såsom svensk rådsherre i Vadstenamötet, där upproret proklamerades.
Den 27 juli 1501 gick Knut Alvsson, Sten Sture och Svante Nilsson officiellt in för att driva ut danskkonungen från Sverige. Motiveringen var att kungen hade brutit mot landets lagar och sitt åtagande mot folket, både i Norge och Sverige. Öppen kamp blev det emellertid inte förrän hösten samma år. Kung Hans fick ett uppsägelsebrev (närmast en oavhängighetsförklaring) den 9 augusti. Vid denna tidpunkt hade Knut öppet krävt att alla danska fogdar i Norge skulle ut ur landet. Detta gav honom omedelbart stöd hos bönderna. Kungen blev av naturliga orsaker allvarligt bekymrad för sin position i Norge. Riksrådet i Norge avrådde bönderna från följderna av ett uppror som det nu såg för sig, och ställde sig avvaktande.
Upproret i Norge tilltog i november 1501, först på Vestlandet, i de områden herr Knut var arvinge till. Under vintern 1501 - 1502 blev det klart att det måste komma en slutlig uppgörelse mellan parterna. Kung Hans verkade genom sin handgångne man Henrik Krummedike, som hade till uppgift att hålla unionen mellan Danmark och Norge vid liv. Henrik Krummedike skulle också avvärja och hindra Knut Alvsson, som blev betraktad som mycket farlig. Upproret måste till varje pris kriminaliseras. Kungen hävdade att det var Knut som hade förbrutit sig mot lag och rätt, medan Knut - och Sten Sture med honom - agiterade för att kungen hade brutit sina löften till allmogen.
Under året blev stämningen alltmer laddad mellan parterna. Knut Alvsson uppträdde mer och mer som fältherre, och försökte erövra fästningarna i Syd-Norge. Han fick också hjälp av den skotske adelsmannen David Sinclair. I slutet av mars hade han erövrat Akershus och Tunsberghus. Han vann Vika relativt lätt, men kunde inte erövra Bergenhus, trots att han hade bönderna i Hordaland med sig. Henrik Krummedike satt på Bohus, och här blev det en långvarig belägring. Under våren 1502 syntes det klart att kung Hans höll på att mista greppet om Norge. Riksrådet, och ärkebiskopen, ställde sig avvaktande och stöttade ingen av parterna. Kung Hans bad då sin bror, hertig Fredrik, om hjälp, men kunde inte betala det pris Fredrik ville ha för detta. Därför blev ansvaret lagt på kungens son prins Kristian, senare Kristian II, som därmed kom till Norge för första gången. Bohus blev därmed befriat av ett kompani legosoldater, och Knut Alvsson måste dra sig tillbaka. Under sommaren återerövrades Tunsberghus medan Akershus belägrades med nya styrkor från Bohus.

## Omslag, svek och nederlag
Den 11 augusti 1502 bad Knut Alvsson om förhandlingar och fri lejd, vilket Henrik Krummedike beviljade. Förhandlingarna hölls på Henrik Krummedikes skepp den 18 augusti. Förhandlingen slutade med att Knut Alvsson och flera av hans män blev dräpta av Henrik Krummedike och hans män. Detta tog udden av resningen i Norge. Enligt vanliga spelregler var själva dråpet - under fri lejd och i en förhandlingssituation - juridiskt oklokt men mycket effektivt. Diskussionen omkring brottet mot regeln om fri lejd har pågått bland norska historiker in i nyare tid. Gammalnorsk lagstiftning räknar det som mycket allvarligt om sådana villkor bryts. Henrik Krummedike lyckades likaväl att argumentera för att de hade rätt till att dräpa Knut Alvsson efter reglerna om fri lejd. Att den segrande sidans version strax blev godtagen av rättsväsendet tyder på att man inte hade något val. Rättssaken efter dråpet var på många sätt en juridisk fars. Två år senare gick danskarna med på att godset efter herr Knut skulle övergå till hans barn. Knut Alvssons lik blev stående utan begravning ända till 1514, då Kristian II blev krönt.

## Eftermäle
Historikerna har inte varit eniga om hur Knut Alvssons roll ska värderas. Uppfattningen sträcker sig från att se honom som en bricka i det storpolitiska spelet till att uppfatta honom som en martyr för norsk självständighet. I framställningen av dansktiderna i Norge har det de sista åren varit stilla i denna fråga. Lars Hamre utgår från att han använde bondeupproret som ett medel för att återupprätta sig för ett personligt nederlag. Problemet med att utreda motiven bakom Knut Alvssons handlingar blir inte mindre av att det knappt finns bevarade brev från honom. Han är mest omtalad i brev från andra. Det är också oklart vilket politiskt resultat han syftade till vid en eventuell seger. Troligtvis hade resultatet blivit en norsk union med Sverige istället för med Danmark de följande trehundra åren.
Knut Alvssons uppror var det sista reella försöket att lösgöra Norge från unionen med Danmark, innan Kristian Lofthus samlade bönderna 1787.
Dråpet på Knut Alvsson blev snart ett ämne för visor och berättelser. Det blev också en viktig del av handlingen i Henrik Ibsens skådespel "Fru Inger til Østeraad". Ibsen nämner honom också i dikten "Akershus".